# Nanao
Nanao (七尾市 -shi) é uma cidade japonesa localizada na província de Ishikawa.
Em 2003 a cidade tinha uma população estimada em 46 743 habitantes e uma densidade populacional de 324,67 h/km². Tem uma área total de 143,97 km².
Recebeu o estatuto de cidade a 20 de Julho de 1939.

## Cidades-irmãs
- Morgantown, EUA
- Monterey, EUA
- Bratsk, Rússia
- Gimcheon, Coreia do Sul
- Jinzhou, China